# Принцесса Клевская (фильм)
«Принце́сса Кле́вская» (фр. La Princesse de Clèves, итал. La Principessa di Cleves) — французско-итальянский художественный фильм, поставленный в 1961 году режиссёром Жаном Деланнуа по сценарию Жана Кокто. Экранизация одноимённого романа французской писательницы Мари Мадлен де Лафайет.

## Сюжет
Действие происходит во Франции XVI века во времена короля Генриха II. Мадемуазель де Шартр, воспитанная в строгих правилах, вызывает всеобщее уважение и восхищение. По настоянию матери, она выходит замуж за принца Клевского, который страстно любит свою жену. Однако принц чувствует, что жена не отвечает ему взаимностью, и это омрачает его счастье. Принцесса Клевская влюбляется в герцога де Немура и рассказывает обо всём своему мужу. Несмотря на верность жены, принц Клевский не может вынести такого известия, он заболевает и умирает. Измученная угрызениями совести, принцесса Клевская хранит верность любящему и уважаемому, но нелюбимому мужу даже после его смерти и вскоре умирает. Её недолгая жизнь стала примером неповторимой добродетели.

## В ролях
- Марина Влади — принцесса Клевская
- Жан Марэ — принц Клевский
- Жан-Франсуа Порон — Жак де Савой, герцог де Немур
- Рене-Мари Поте — дофина Мария Стюарт
- Анри Пьегэ — видам Шартра
- Леа Падовани — Екатерина Медичи
- Пьер Пьераль — шут
- Анни Дюко — Диана де Пуатье
- Раймон Жером — Генрих II, король Франции
- Жорж Ликан — мажордом
- Ален Ферраль — дофин Франциск
- Иван Доминик — Шарль де Гиз
- Леа Грей — мадам де Меркёр
- Жак Иллен — доктор
- Юбер де Лаппаран — Амбруаз Паре

## Съёмочная группа
- Режиссёр: Жан Деланнуа
- Продюсер: Робер Дорфманн
- Сценаристы: Жан Кокто и Жан Деланнуа по одноимённому роману Мари Мадлен де Лафайет
- Оператор: Анри Алекан
- Композитор: Жорж Орик
- Художник по декорациям: Рене Рену
- Художники по костюмам: Пьер Карден и Марсель Эскофье
- Монтаж: Генри Таверна

## Интересные факты
- Последняя совместная работа Жана Марэ и Жана Деланнуа
- Единственная совместная работа Марины Влади и Жана Марэ
- Единственная работа Марины Влади у Жана Деланнуа

## Места съёмок

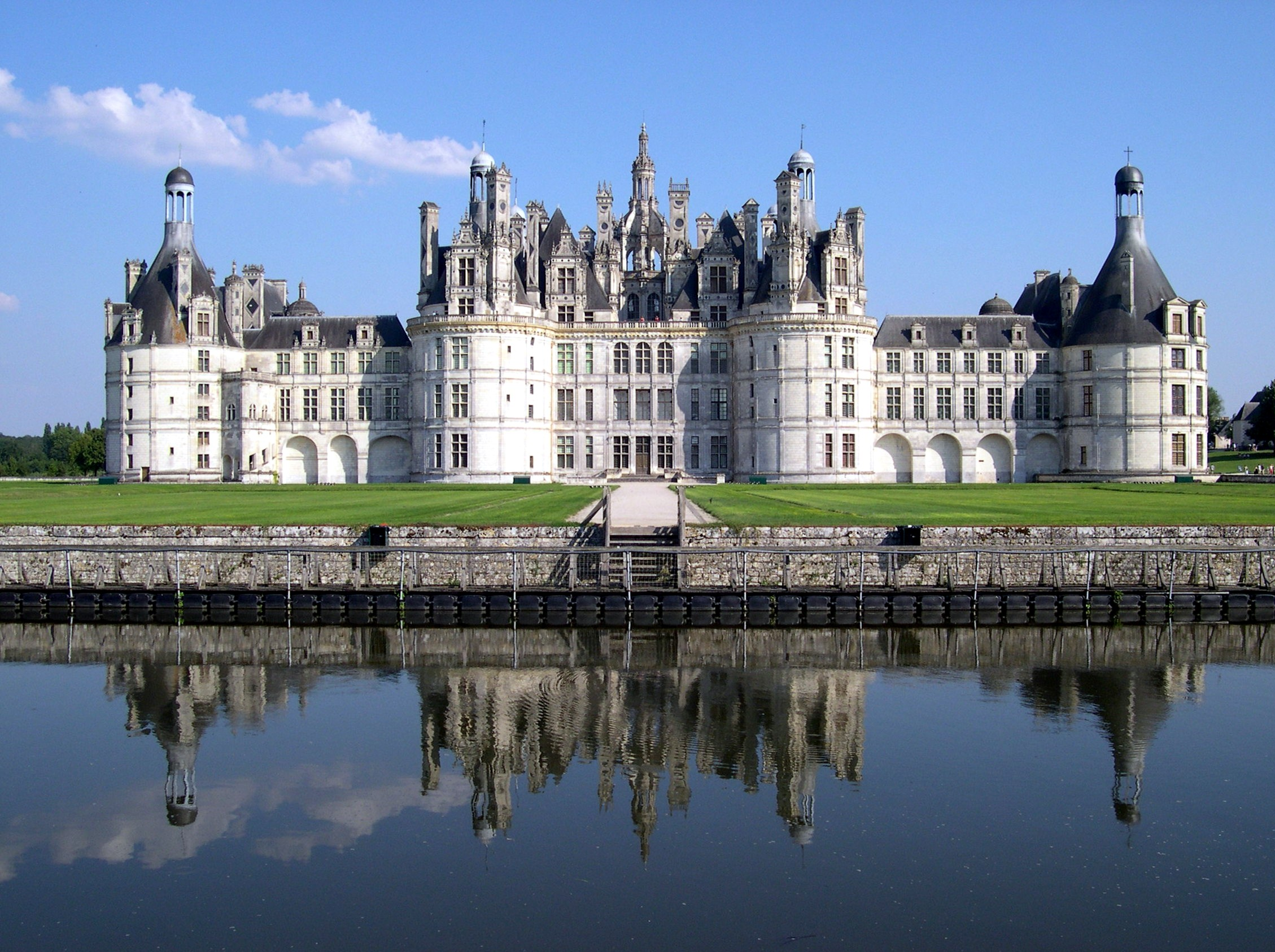
Замок Шамбор
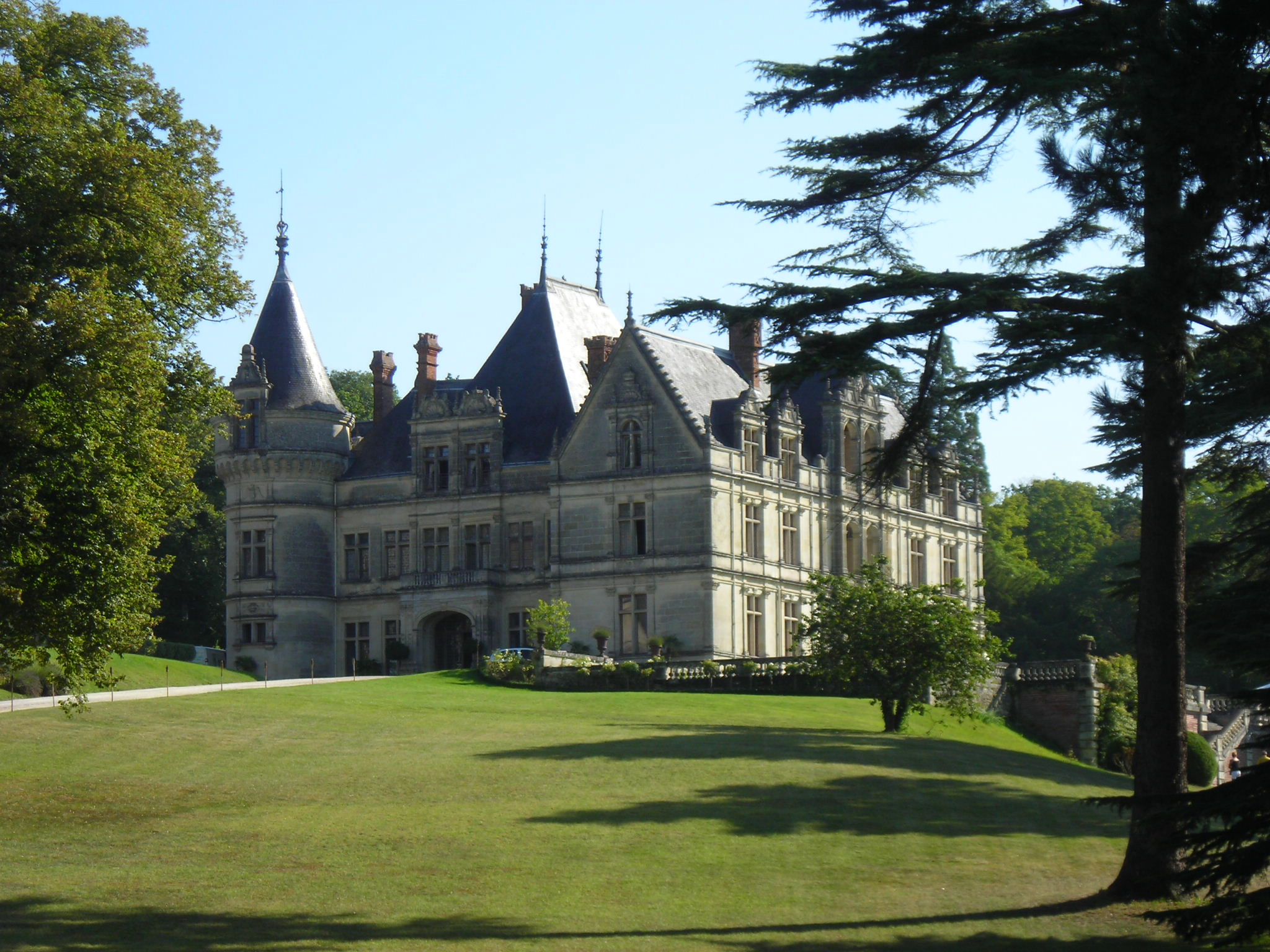
Замок Бурдэзьер[фр.]